# Solenobia manni
Solenobia manni är en fjärilsart som beskrevs av Philipp Christoph Zeller 1852. Solenobia manni ingår i släktet Solenobia och familjen säckspinnare. Inga underarter finns listade i Catalogue of Life.